# 부여질
부여질(扶餘質, ?~?)은 백제 기루왕의 아들이자 백제의 태자이다.

## 생애
아버지는 기루왕(己婁王)이며, 개루왕(蓋婁王)의 동생이다. 고이왕(古尒王)의 숙부가 된다. 242년 (고이왕(古尒王) 9) 4월에 우보(右輔)가 되어 국정을 주재하였다. 성품이 충직하고 굳세며, 일을 처리함에 실수가 없었다고 한다.

## 가계
- 부왕: 기루왕(己婁王, ? ~128, 재위:77~128) (이설 있음)
- 모후 : 미상
  - 형: 개루왕(蓋婁王), ? ~ 166, 재위:128~166) (이설 있음)
  - 형수 : 미상
  - 부인 : 미상

## 참고 문헌
- 삼국사기(三國史記)